# Государственная библиотека Триеста
Государственная библиотека Триеста имени Стелио Криза (итал. Biblioteca statale Stelio Crise di Trieste, ранее итал. Biblioteca del Popolo) — публичная библиотека, расположенная в городе Триест (Фриули — Венеция-Джулия); занимает помещения дворца «Brambilla Morpurgo»; была открыта в 1956 году, в 1978 году вошла в категорию государственных публичных библиотек, став подведомственна Министерству культурного и природного наследия Италии; в 1995 году библиотека стала частью Национальной библиотечной службы страны (SBN). Книжное собрание включает в себя более 200 000 томов, в основном — работ гуманитарного профиля, изданных в XX веке.

## История
Государственная библиотека Триеста была основана 19 ноября 1956 года под названием «Biblioteca del Popolo»; инициатором создания стало Библиографическое управление Восточного Венето и Венеции-Джулии, а также — управление народного образования. У библиотеки было как центральное отделения, так и ряд филиалов, расположенных по всему городу. В 1962 году «книжные пункты» были созданы в городских тюрьмах, больницах и лагерях беженцев. В первые годы своего существования библиотека выдавала на руки более ста тысяч книг в год.
В 1978 году библиотека вошла в состав системы государственных публичных библиотек, подчинённых Министерству культурного и природного наследия Италии (сегодня — Министерство культурного наследия, культурной деятельности и туризма Италии), и была переименована в Государственную народную библиотеку (La Biblioteca statale del Popolo). В 1998 году библиотека переехала в собственное здание — дворец «Brambilla Morpurgo» был приобретен и восстановлен на средства министерства. В 2012 году министерство присвоило библиотеке имя Стелио Криза, основателя и директора библиотеки в период с 1963 по 1974 год.